# Anaprof 1995-96
La ANAPROF 1995-96 fue la octava temporada del torneo de la Asociación Nacional Pro Fútbol, donde se coronó campeón el San Francisco Fútbol Club.

## Cambios del ANAPROF 1995-96
- El Orión Municipal cambió su nombre a AEK Orión más adelante en el torneo.
- Vuelve a retornar los 10 participantes en el torneo.

## Equipos participantes de la ANAPROF 1995-96
| Equipo            |
| ----------------- |
| Atlético Nacional |
| AFC Euro Kickers  |
| Bravos de Urracá  |
| Chiriquí FC       |
| CD Pan de Azúcar  |
| Orión Municipal   |
| CD Plaza Amador   |
| Panamá Viejo FC   |
| San Francisco FC  |
| Tauro FC          |

## Estadísticas generales
- Campeón: San Francisco FC.
- Subcampeón: CD Plaza Amador.
- Campeón Goleador:  José Ardines / AFC Euro Kickers, 25 goles.
- Jugador Más Valioso:   Oriel Radamés Ávila/ CD Pan de Azúcar.

| ANAPROF 1995-96:            |
| --------------------------- |
| San Francisco FC 2.º Título |